# Каракум (Узбекистан)
Каракум (узб. Qoraqum, Қорақум) — міське селище в Узбекистані, у Мубарецькому районі Кашкадар'їнської області.
Населення 0,95 тис. мешканців (1986).
Статус міського селища з 2009 року.